# أندي أحمد
أندي أحمد (5 أبريل 1991 بسنغافورة - ) هو لاعب كرة قدم سنغافوري في مركز الوسط. لعب مع وودلاندز ويلينغتون ونادي غومباك يونايتد.

## وصلات خارجية
- أندي أحمد على موقع قاعدة بيانات كرة القدم.إي يو (الإنجليزية)
- أندي أحمد على موقع Soccerway.com (الإنجليزية)